# OpenBabel
OpenBabel è un software libero, un sistema esperto chimico usato principalmente per la conversione di formati di file chimici. A causa della forte relazione con l'informatica questo programma appartiene più alla categoria della chemioinformatica rispetto a quella della modellistica molecolare. È scritto in C++ ed è distribuito sotto licenza GNU GPL.
Lo scopo principale di OpenBabel è quello di fornire uno strumento per la modellistica molecolare, la chimica e molte aree correlate, incluso l'interconversione di formati di file e dati. Tra le sue caratteristiche figurano l'uso di SMARTS (estensione di SMILES) per la ricerca di substrutture e l'adattamento per Python, Perl, Java, Ruby, C#/Mono.

## Storia
OpenBabel e JOELib derivano dalla libreria di chemioinformatica OELib. A sua volta, OELib era basato sui concetti del programma Babel e su una libreria chiamata OBabel.